# Interlands Albanees voetbalelftal 1970-1979
Deze pagina toont een chronologisch en gedetailleerd overzicht van de interlands die het Albanees voetbalelftal heeft gespeeld in de periode 1970 – 1979.

## Interlands

### 1970
|                                                                           |                                                                   |       |         |                                                                                     |
| 14 oktober EK 1972 kwalificatie № 41 «onderlinge duels» 17:30 uur (UTC+1) | Polen                                                             | 3 – 0 | Albanië | Śląskistadion, Chorzów Toeschouwers: 8.507 Scheidsrechter: Andreas Kouniaides (CYP) |
| 14 oktober EK 1972 kwalificatie № 41 «onderlinge duels» 17:30 uur (UTC+1) | Robert Gadocha 19' Włodzimierz Lubański 83' Zygfryd Szołtysik 90' |       |         | Śląskistadion, Chorzów Toeschouwers: 8.507 Scheidsrechter: Andreas Kouniaides (CYP) |

|                                                                            |                               |       |                |                                                                                       |
| 13 december EK 1972 kwalificatie № 42 «onderlinge duels» 14:00 uur (UTC+2) | Turkije                       | 2 – 1 | Albanië        | Mithatpaşastadion, Istanbul Toeschouwers: 39.000 Scheidsrechter: János Biróczky (HUN) |
| 13 december EK 1972 kwalificatie № 42 «onderlinge duels» 14:00 uur (UTC+2) | Metin Kurt 4' Cemil Turan 43' |       | 22' Astrit Ziu | Mithatpaşastadion, Istanbul Toeschouwers: 39.000 Scheidsrechter: János Biróczky (HUN) |

### 1971
|                                                                            |         |                 |                |                                                                                      |
| 17 februari EK 1972 kwalificatie № 43 «onderlinge duels» 14:30 uur (UTC+1) | Albanië | 0 – 1           | West-Duitsland | Qemal Stafastadion, Tirana Toeschouwers: 18.082 Scheidsrechter: Todor Bechirov (BUL) |
| 17 februari EK 1972 kwalificatie № 43 «onderlinge duels» 14:30 uur (UTC+1) |         | 38' Gerd Müller |                | Qemal Stafastadion, Tirana Toeschouwers: 18.082 Scheidsrechter: Todor Bechirov (BUL) |

|                                                                              |                                           |       |                 |                                                                                        |
| 18 april Olympisch kwalificatietoernooi voetbal 1972 № 44 «onderlinge duels» | Roemenië                                  | 2 – 1 | Albanië         | Stadionul Republicii, Boekarest Toeschouwers: 9.000 Scheidsrechter: Franz Wöhrer (AUT) |
| 18 april Olympisch kwalificatietoernooi voetbal 1972 № 44 «onderlinge duels» | Anghel Iordănescu 45' Viorel Sălceanu 75' |       | 55' Medin Zhega | Stadionul Republicii, Boekarest Toeschouwers: 9.000 Scheidsrechter: Franz Wöhrer (AUT) |

|                                                     |                 |       |              |                                                                                     |
| 12 mei EK 1972 kwalificatie № 45 «onderlinge duels» | Albanië         | 1 – 1 | Polen        | Qemal Stafastadion, Tirana Toeschouwers: 18.812 Scheidsrechter: Robert Héliès (FRA) |
| 12 mei EK 1972 kwalificatie № 45 «onderlinge duels» | Medin Zhega 32' |       | 7' Jan Banaś | Qemal Stafastadion, Tirana Toeschouwers: 18.812 Scheidsrechter: Robert Héliès (FRA) |

|                                                                            |                  |       |                                         |                                                                                        |
| 26 mei Olympisch kwalificatietoernooi voetbal 1972 № 46 «onderlinge duels» | Albanië          | 1 – 2 | Roemenië                                | Qemal Stafastadion, Tirana Toeschouwers: 25.000 Scheidsrechter: Mohamed El Azari (MAR) |
| 26 mei Olympisch kwalificatietoernooi voetbal 1972 № 46 «onderlinge duels» | Panajot Pano 29' |       | 57' Gheorghe Tătaru 68' Gheorghe Tătaru | Qemal Stafastadion, Tirana Toeschouwers: 25.000 Scheidsrechter: Mohamed El Azari (MAR) |

|                                                                        |                                        |       |         |                                                                                        |
| 12 juni EK 1972 kwalificatie № 47 «onderlinge duels» 15:30 uur (UTC+1) | West-Duitsland                         | 2 – 0 | Albanië | Wildparkstadion, Karlsruhe Toeschouwers: 44.833 Scheidsrechter: Timoleon Latsios (GRE) |
| 12 juni EK 1972 kwalificatie № 47 «onderlinge duels» 15:30 uur (UTC+1) | Günter Netzer 18' Jürgen Grabowski 44' |       |         | Wildparkstadion, Karlsruhe Toeschouwers: 44.833 Scheidsrechter: Timoleon Latsios (GRE) |

|                                                                            |                                                      |       |         |                                                                                   |
| 14 november EK 1972 kwalificatie № 48 «onderlinge duels» 14:00 uur (UTC+1) | Albanië                                              | 3 – 0 | Turkije | Qemal Stafastadion, Tirana Toeschouwers: 18.159 Scheidsrechter: Ivan Placek (TCH) |
| 14 november EK 1972 kwalificatie № 48 «onderlinge duels» 14:00 uur (UTC+1) | Ilir Përnaska 22' Panajot Pano 50' Ilir Përnaska 53' |       |         | Qemal Stafastadion, Tirana Toeschouwers: 18.159 Scheidsrechter: Ivan Placek (TCH) |

### 1972
|                                                                    |                    |       |         |                                                                                   |
| 21 juni WK 1974 kwalificatie № 49 «onderlinge duels» 19:00 (UTC+2) | Finland            | 1 – 0 | Albanië | Olympisch Stadion, Helsinki Toeschouwers: 1.431 Scheidsrechter: Bertil Lööw (SWE) |
| 21 juni WK 1974 kwalificatie № 49 «onderlinge duels» 19:00 (UTC+2) | Miikka Toivola 13' |       |         | Olympisch Stadion, Helsinki Toeschouwers: 1.431 Scheidsrechter: Bertil Lööw (SWE) |

|                                                                           |                                            |       |         |                                                                                                  |
| 29 oktober WK 1974 kwalificatie № 50 «onderlinge duels» 17:30 uur (UTC+2) | Roemenië                                   | 2 – 0 | Albanië | Stadionul 23 August, Boekarest Toeschouwers: 21.109 Scheidsrechter: Leonidas Vamvakopoulos (GRE) |
| 29 oktober WK 1974 kwalificatie № 50 «onderlinge duels» 17:30 uur (UTC+2) | Nicolae Dobrin 38' Emerich Dembrovschi 41' |       |         | Stadionul 23 August, Boekarest Toeschouwers: 21.109 Scheidsrechter: Leonidas Vamvakopoulos (GRE) |

### 1973
|                                                                        |                                           |       |         |                                                                                          |
| 7 april WK 1974 kwalificatie № 51 «onderlinge duels» 15:00 uur (UTC+1) | DDR                                       | 2 – 0 | Albanië | Ernst Grubestadion, Maagdenburg Toeschouwers: 17.140 Scheidsrechter: Robert Héliès (FRA) |
| 7 april WK 1974 kwalificatie № 51 «onderlinge duels» 15:00 uur (UTC+1) | Joachim Streich 62' Jürgen Sparwasser 69' |       |         | Ernst Grubestadion, Maagdenburg Toeschouwers: 17.140 Scheidsrechter: Robert Héliès (FRA) |

|                                                                      |                |       |                                                                                         |                                                                                    |
| 6 mei WK 1974 kwalificatie № 52 «onderlinge duels» 16:00 uur (UTC+1) | Albanië        | 1 – 4 | Roemenië                                                                                | Qemal Stafastadion, Tirana Toeschouwers: 18.049 Scheidsrechter: Marijan Rauš (YUG) |
| 6 mei WK 1974 kwalificatie № 52 «onderlinge duels» 16:00 uur (UTC+1) | Sabah Bizi 87' |       | 12' Ion Dumitru 25' Florea Dumitrache 57' (pen.) Florea Dumitrache 72' Teodor Ţarălungă | Qemal Stafastadion, Tirana Toeschouwers: 18.049 Scheidsrechter: Marijan Rauš (YUG) |

|                                                         |                            |       |         |                                                                                        |
| 10 oktober WK 1974 kwalificatie № 53 «onderlinge duels» | Albanië                    | 1 – 0 | Finland | Qemal Stafastadion, Tirana Toeschouwers: 16.581 Scheidsrechter: Aurelio Angonese (ITA) |
| 10 oktober WK 1974 kwalificatie № 53 «onderlinge duels» | Ramazan Rragami 25' (pen.) |       |         | Qemal Stafastadion, Tirana Toeschouwers: 16.581 Scheidsrechter: Aurelio Angonese (ITA) |

|                                                                           |                 |       |                                                                               |                                                                                   |
| 3 november WK 1974 kwalificatie № 54 «onderlinge duels» 14:00 uur (UTC+1) | Albanië         | 1 – 4 | DDR                                                                           | Qemal Stafastadion, Tirana Toeschouwers: 16.157 Scheidsrechter: Paul Bonett (MLT) |
| 3 november WK 1974 kwalificatie № 54 «onderlinge duels» 14:00 uur (UTC+1) | Mihal Gjika 15' |       | 5' Joachim Streich 35' Joachim Streich 62' Wolfram Löwe 77' Jürgen Sparwasser | Qemal Stafastadion, Tirana Toeschouwers: 16.157 Scheidsrechter: Paul Bonett (MLT) |

|                                                      |                  |       |                 |                                                                                     |
| 8 november Vriendschappelijk № 55 «onderlinge duels» | Albanië          | 1 – 1 | China           | Qemal Stafastadion, Tirana Toeschouwers: 15.000 Scheidsrechter: Tomson Neviri (ALB) |
| 8 november Vriendschappelijk № 55 «onderlinge duels» | Panajot Pano 67' |       | 52' Van Ci Lien | Qemal Stafastadion, Tirana Toeschouwers: 15.000 Scheidsrechter: Tomson Neviri (ALB) |

### 1974
Geen interlands gespeeld.

### 1975
Geen interlands gespeeld.

### 1976
|                                                       |                                                         |       |          |                                                                                    |
| 3 november Vriendschappelijk № 256 «onderlinge duels» | Albanië                                                 | 3 – 0 | Algerije | Qemal Stafastadion, Tirana Toeschouwers: 15.000 Scheidsrechter: Ramiz Pregja (ALB) |
| 3 november Vriendschappelijk № 256 «onderlinge duels» | Haxhi Ballgjini 30' Ilir Përnaska 35' Ilir Përnaska 80' |       |          | Qemal Stafastadion, Tirana Toeschouwers: 15.000 Scheidsrechter: Ramiz Pregja (ALB) |

### 1977
Geen interlands gespeeld.

### 1978
Geen interlands gespeeld.

### 1979
Geen interlands gespeeld.
CONMEBOL: Colombia · Ecuador

UEFA: Albanië · België · Bulgarije · Cyprus · Denemarken · West-Duitsland · Duitse Democratische Republiek · Engeland · Finland · Frankrijk · Griekenland · Hongarije · IJsland · Ierland · Italië · Joegoslavië · Luxemburg · Malta · Nederland · Noord-Ierland · Noorwegen · Oostenrijk · Polen · Portugal · Roemenië · Schotland ·  Sovjet-Unie ·  Spanje · Tsjecho-Slowakije · Turkije · Wales ·  Zweden · Zwitserland

CAF: Madagaskar AFC: Israël

FSHF · A-internationals · Bondscoaches · Statistieken · Albanees vrouwenelftal · Olympisch elftal · Albanië U21 · Albanië U20 · Albanië U19 · Albanië U18 · Albanië U17 · Albanië U16
1946 – 1949 · 
1950 – 1959 · 
1960 – 1969 · 
1970 – 1979 · 
1980 – 1989 · 
1990 – 1999 · 
2000 – 2009 · 
2010 – 2019 ·
2020 – 2029
EK 2016 · EK 2024
1946 · 
1947 · 
1948 · 
1949 · 
1950 · 
1951 · 
1952 · 
1953 · 
1954 · 1955 · 1956 · 
1957 · 
1958 · 
1959 · 1960 · 1961 · 1962 · 
1963 · 
1964 · 
1965 · 
1966 · 
1967 · 
1968 · 1969 · 
1970 · 
1971 · 
1972 · 
1973 · 
1974 · 1975 · 
1976 · 
1977 · 1978 · 1979 · 
1980 · 
1981 · 
1982 · 
1983 · 
1984 · 
1985 · 
1986 · 
1987 · 
1988 · 
1989 · 
1990 · 
1991 · 
1992 · 
1993 · 
1994 · 
1995 · 
1996 · 
1997 · 
1998 · 
1999 · 
2000 · 
2001 · 
2002 · 
2003 · 
2004 · 
2005 · 
2006 · 
2007 · 
2008 · 
2009 · 
2010 · 
2011 · 
2012 · 
2013 · 
2014 · 
2015 · 
2016 · 
2017 · 
2018 ·
2019 ·
2020 ·
2021 ·
2022 ·
2023 ·
2024
Algerije ·
Andorra ·
Argentinië ·
Armenië ·
Azerbeidzjan ·
Bahrein ·
België ·
Bosnië en Herzegovina ·
Bulgarije ·
Chili ·
China ·
Cuba ·
Cyprus ·
DDR ·
Denemarken ·
Duitsland ·
Engeland ·
Estland ·
Faeröer ·
Finland ·
Frankrijk ·
Georgië ·
Griekenland ·
Hongarije ·
Ierland ·
IJsland ·
Iran ·
Israël · 
Italië ·
Joegoslavië ·
Jordanië ·
Kameroen ·
Kazachstan ·
Kosovo ·
Kroatië ·
Letland ·
Liechtenstein ·
Litouwen ·
Luxemburg ·
Malta ·
Marokko ·
Mexico ·
Moldavië ·
Montenegro ·
Nederland ·
Noord-Ierland ·
Noord-Macedonië ·
Noorwegen ·
Oekraïne ·
Oezbekistan ·
Oostenrijk ·
Polen ·
Portugal ·
Qatar ·
Roemenië ·
Rusland ·
San Marino ·
Saoedi-Arabië ·
Schotland ·
Servië ·
Slovenië ·
Spanje ·
Tsjechië ·
Tsjecho-Slowakije ·
Turkije ·
Vietnam ·
Wales ·
Wit-Rusland ·
Zweden ·
Zwitserland
Frankrijk (2016) · 
Roemenië (2016) · 
Zwitserland (2016)